# Chi Rùa cổ dài
Chi Rùa cổ dài (danh pháp khoa học: Chelodina), nói chung được gọi là rùa cổ dài hay rùa cổ rắn, là một chi lớn và đa dạng, chứa 12 loài rùa cổ dài còn sinh tồn trong họ Chelidae với lịch sử danh pháp sinh học phức tạp. Mặc dù trong quá khứ Macrochelodina và Macrodiremys đã từng có thời được coi là các chi tách biệt, nhưng giống như sớm hơn trước đó thì hiện nay chúng được coi là các phân chi của chi Chelodina.
Chelodina là một nhóm cổ xưa các loài rùa họ Chelidae bản địa Úc, New Guinea và đảo Rote (Indonesia). Các loài rùa trong chi này có kích thước từ nhỏ tới trung bình, với mai hình ô van. Chúng là các loài rùa cổ bên, nghĩa là chúng gập đầu lại vào trong một bên cơ thể khi bị đe dọa thay vì thụt lùi đầu thẳng vào bên trong.
Macrochelodina chứa các loài thường được gọi là Chelodina nhóm B, hay rùa cổ rắn cổ dày. Phân chi này được Wells & Wellington miêu tả năm 1985 (như một chi mới) nhưng đã không được công nhận cho tới gần đây khi người ta chỉ ra rằng tên gọi này là hợp lệ. Như tên gọi gợi ý, chúng là rùa cổ bên của họ Chelidae với cổ cực dài với đầu bẹt và dài. Chúng chuyên ăn cá với phương thức kiếm ăn là đớp và há miệng ra nuốt. Chúng là các loài rùa từ trung bình tới lớn trong chi, với loài to lớn nhất là Chelodina (M.) expansa có mai dài tới 45 cm (18 inch). Những hóa thạch đầu tiên (C. (M.) alanrixi) được biết đến tại Queensland có niên đại từ thế Eocen (Lapparent de Broin, F. de, & Molnar, R. E., 2001).
Macrodiremys từng được coi là chi đơn loài tách ra từ phần còn lại của chi Chelodina. Thành viên duy nhất của phân chi này là loài Chelodina (Macrodiremys) colliei kỳ dị có ở Tây Australia.

## Phân loại
Phân loại trong bài này lấy theo Georges & Thomson, 2010
- Phân chi: Chelodina Fitzinger, 1826 – Rùa cổ dài
  - Chelodina (C.) canni McCord & Thomson, 2002 – Rùa cổ dài Canns
  - Chelodina (C.) longicollis (Shaw, 1794) – Rùa cổ dài miền đông
  - Chelodina (C.) mccordi Rhodin, 1994 – Rùa cổ dài McCords, rùa cổ rắn đảo Roti
  - Chelodina (C.) novaeguineae Boulenger, 1888 – Rùa cổ dài New Guinea
  - Chelodina (C.) pritchardi Rhodin, 1994 – Rùa cổ dài Pritchards
  - Chelodina (C.) reimanni Philippen & Grossmann, 1990 – Rùa cổ dài Reimanns
  - Chelodina (C.) steindachneri Siebenrock, 1914}} – Rùa cổ dài Steindachners
- Phân chi: Macrochelodina Wells & Wellington, 1985[6] – Rùa cổ rắn
  - † Chelodina (M.) alanrixi de Broin & Molnar, 2001[7]
  - † Chelodina (M.) insculpta de Vis, 1897[8]
  - Chelodina (M.) burrungandjii Thomson, Kennett & Georges, 2000[9] – Rùa cổ rắn sa thạch
  - Chelodina (M.) expansa Gray, 1857 – Rùa mai rộng
  - Chelodina (M.) parkeri Rhodin & Mittermeier, 1976 – Rùa cổ rắn Parkers
  - Chelodina (M.) oblonga Gray, 1841[10] – Rùa cổ rắn miền bắc
- Phân chi: Macrodiremys McCord & Joseph-Uoni 2007[5] – Rùa cổ thon
  - Chelodina (M.) colliei Gray, 1856[11] – Rùa cổ thon, rùa cổ rắn ngực hẹp.